# Преске
Пре́ске или Пра́сков (нем. Preske; в.-луж. Praskow) — деревня в Верхней Лужице, Германия. Входит в состав коммуны Гёда района Баутцен в земле Саксония. Подчиняется административному округу Дрезден.

## География
Находится в пятистах метрах юго-восточнее от храма святых апостолов Петра и Павла в Годжии и южнее автомобильной дороги S111.
Соседние населённые пункты: на северо-востоке — деревня Нове-Блогашецы, на юго-востоке — деревня Мала-Борщ, на юге — деревня Дживочицы, на юго-западе — деревня Спытецы и на северо-западе — деревня Жичень.

## История
Впервые упоминается в 1580 году под наименованием Prascko.
С 1974 года входит в современную коммуну Гёда.
В настоящее время деревня входит в состав культурно-территориальной автономии «Лужицкая поселенческая область», на территории которой действуют законодательные акты земель Саксонии и Бранденбурга, содействующие сохранению лужицких языков и культуры лужичан.
Исторические немецкие наименования. :
- Prascko, 1580
- Praske, 1617
- Presca, 1731
- Breßke, 1777
- Brößke, Preßke, 1791
- Preßke (Breske), 1836

## Население
Официальным языком в населённом пункте, помимо немецкого, является также верхнелужицкий язык.
Согласно статистическому сочинению «Dodawki k statisticy a etnografiji łužickich Serbow» Арношта Муки в 1884 году проживало 65 человек (из них — 60 серболужичан (92 %)).
| 1834 | 1871 | 1890 | 2006 | 2016 |
| ---- | ---- | ---- | ---- | ---- |
| 53   | 69   | 58   | 55   | 53   |